# قسم اجارود الغربي الريفي (مقاطعة غرمي)
قسم اجارود الغربي الريفي (بالفارسية: دهستان اجارود غربی) هي منطقة سكنية تقع في قسم في إيران. يقدر عدد سكانها بـ 7,849 نسمة .